# Maria José Lemos Boavida
Maria José Lemos Boavida (Mozambique 1948 - Portugal 2012) residente en Portugal desde 1956, es considerada la precursora de la limnología portuguesa. Gracias a sus estudios se convirtió en la representante nacional de la Asociación Internacional de Limnología (SIL). Falleció el 30 de agosto de 2012 a la edad de 64 años.

## Biografía
Boavida se graduó en Biología en la Universidad de Lisboa (Portugal) y continuó sus estudios en la Universidad de Kent State (USA). En 1984, al final de su primer año en Kent y tras leer el artículo publicado por el prestigioso ecólogo Ramón Margalef en 1951 se interesó por los estudios relacionados con la producción de fosfatasas por Daphnia. Dicha fascinación la llevó a estudiar, primero durante su trabajo de máster y posteriormente en su tesis doctoral, la capacidad de la comunidad zooplanctónica presente en lagos para producir sus propias fosfatasas y no solo liberar las procedentes de la ingestión de microalgas. Sus estudios sobre el papel de los organismos zooplanctónicos en el ciclo del fósforo fueron una parte fundamental de sus estudios científicos, y lideraron el desarrollo de la limnología en Portugal. Fue la representante nacional de la Asociación Internacional de Limnología(SIL), y contribuyó de forma substancial a desarrollar los aspectos burocráticos de la asociación. Además, fue la responsable de la traducción al portugués del libro Limnology, escrito por R.G. Wetzel, que fue implementado en el plan de estudios de su curso «Limnología» en la Universidad de Lisboa, y acercó esta rama de la ecología a la comunidad estudiantil portuguesa. Su curiosidad, sus conocimientos científicos y su capacidad para establecer cooperación con otros investigadores de multitud de centros del mundo le garantizaron la estima de sus colegas y sus discípulos.
Como profesora de universidad, destacó por su dedicación a la preparación de las clases y el asesoramiento a sus estudiantes, con quienes compartió sus conocimientos sobre los diversos fenómenos que conforman la dinámica de los lagos. Su influencia y orientación científica hacia colegas y estudiantes originó una importante cantera de ecólogos acuáticos en Portugal. Maria José fue una persona bondadosa con aquellos que requirieron de su ayuda y consiguió aflorar lo mejor de ellos mismos. Aliando su capacidad de ayudar con su característica lucha contra la imprecisión científica, publicó recientemente el Scientific Glossary of Limnology (Boavida, 2011).

## Investigación
Entre sus aportaciones científicas más importantes destacan sus estudios sobre el papel de Daphnia en el ciclo del fósforo en sistemas lacustres y los factores ambientales que regulan las poblaciones de estos organismos zooplanctónicos. Demostró que Daphnia era capaz de producir fosfatasa y liberarla al medio, y con ello aliviar la demanda de fósforo de sus presas. Descubrió que la fosfatasa soluble se inactiva al adherirse a las substancias húmicas, pero puede reactivarse cuando este complejo se rompe, por ejemplo, a través de la acción de la luz UV. En su vertiente más aplicada, destacar los estudios que realizó sobre la dinámica estacional de las comunidades zooplanctónicas y la influencia de las condiciones hidrológicas y sus implicaciones para la gestión de embalses. El curriculum vitae de Maria José Lemos Boavida cuenta con más de cuarenta publicaciones en revistas o libros científicos de ámbito nacional e internacional.

## Publicaciones
- Boavida, M. J., & Heath, R. T. (1984). «Are the phosphatases released by Daphnia magna components of its food?». Limnology and Oceanography 29(3), 641-645.
- Boavida, M. J. (2012). «It all started with Margalef's paper of 1967». Limnetica 31(2),187-192.
- Boavida, M. J. 2011. Scientific Glossary of Limnology, 63 pp. Escolar Editora, Lisbon.
- Boavida, M. J., & Wetzel, R. G. (1998). «Inhibition of phosphatase activity by dissolved humic substances and hydrolytic reactivation by natural ultraviolet light». Freshwater Biology, 40(2), 285-293.
- Boavida, M. J., & Heath, R. T. (1986). «Phosphatase Activity of Chlamydomonas Acidophila Negoro (Volvocales, Chlorophyceae)». Phycologia, 25(3), 400-404.
- Caramujo, M. J., & Boavida, M. J. (2012). «Biological diversity of copepods and cladocerans in Mediterranean temporary ponds under periods of contrasting rainfall». Journal of Limnology 69(1), 64-75.